# Robertas Tautkus
Robertas Tautkus (ur. 27 stycznia 1963 w Kownie, Litewska SRR) – litewski piłkarz, grający na pozycji obrońcy, trener piłkarski.

## Kariera piłkarska

### Kariera klubowa
W 1981 roku rozpoczął karierę piłkarską w drużynie Žalgirisu Wilno. W 1990 roku przeszedł do Zimbru Kiszyniów, a w następnym roku wyjechał do Niemiec, gdzie występował w niższoligowych klubach, m.in. FC Gütersloh, Teutonia Lippstadt. W 1996 powrócił do ojczyzny i potem grał w Lokomotyvas Wilno, gdzie zakończył karierę w roku 1999.

### Kariera reprezentacyjna
W latach 1990–1992 bronił barw reprezentacji Litwy.

## Kariera trenerska
9 października 1999 w jednym meczu pełnił obowiązki głównego trenera narodowej reprezentacji Litwy.

## Sukcesy i odznaczenia

### Sukcesy piłkarskie
Žalgiris Wilno
- brązowy medalista Mistrzostw ZSRR: 1987

ZSRR
- mistrz Uniwersjady: 1987